# Asiphonella dactylonii
Asiphonella dactylonii är en insektsart. Asiphonella dactylonii ingår i släktet Asiphonella och familjen långrörsbladlöss. Inga underarter finns listade i Catalogue of Life.